# Polytechnische Universität Iwanowo
Die Polytechnische Universität zu Iwanowo (IVGPU) – Die staatliche Bildungseinrichtung der Hochschulbildung «Iwanower Staatliche Polytechnische Universität» wurde am 28. November 2012 auf Anweisung des Ministeriums für Bildung und Wissenschaft der Russischen Föderation №995 vom 28. November 2012 durch Verschmelzung der Staatlichen Universität für Architektur- und Bauwesen und der Staatlichen Textilakademie, beide in der Stadt Iwanowo, gegründet.

## Geschichte
Mit der Vereinigung der gesammelten Erfahrungen und Traditionen von zwei Iwanower Hochschulen – Staatliche Universität für Architektur und Bauwesen und Staatliche Textilakademie-, deren Gesamtalter eineinhalb Jahrhunderte überschritten hatte, begann 2012 die Geschichte der Polytechnischen Universität zu Ivanovo.
Die IVGPU als die jüngste Universität in der Iwanower Region setzt die Traditionen des Iwanowo-Wosnessensker Polytechnischen Instituts fort, das auf Initiative von M.V. Frunse im Jahr 1918 gegründet war.
Die Steigerung der Wettbewerbsfähigkeit und Qualität der Bildung ist das Grundziel der erneuten Universität. Die Verbesserung der Ressourcenversorgung, das Wachstum des menschlichen und wissenschaftlichen Potenzials, der maximale Kontakt mit der Wirtschaft und mit regionalen Arbeitsgebern sind wichtigste Entwicklungspositionen geworden. Die Universität zeigt ständiges Wachstum ihrer Errungenschaften. Ergebnisse der jährlichen ministeriellen Überwachungen der Effektivität von Universitäten und maßgebende Bewertungen zeugen davon.
Die Idee der Gründung von IVGPU stützt sich auf folgende Prinzipien:
- Systemer Standpunkt zur Bildung;
- Schaffung der besten Bedingungen für die Vorbereitung von Kader, die in der Lage sind, die Clusterstrategie und synergetische Ideen in der sozioökonomischen Entwicklung der Region zu realisieren;
- Historische Kontinuität, nach der sich IVGPU als Empfänger der Traditionen des Iwanowo-Wosnessensker Polytechnischen Instituts positioniert;
- Kontinuierliche Ausbildung und Entwicklung der Universität als ein Bildungssystem, das professionelle Kader auf allen Ebenen, einschließlich der primären, sekundären, höheren (Bachelor und Master), zusätzlichen Berufsausbildung, Ausbildung von hochqualifiziertem Lehrkräfte durch Aspirantur und Doktorantur vorbereiten kann.[2]

Ewgeny Wladimirowich Rumjanzew wurde am 24. April 2018 auf Befehl des Ministeriums für Bildung und Wissenschaft Russlands zum amtierenden Rektor der Staatlichen Polytechnischen Universität zu Ivanovo ernannt. Auf dem Posten des Universitätsleiters ersetzte er Robert Mischaewitsch Aloyan, der die Vertragsdauer beendete.
Am 22. April 2013 wurde die Bildungsorganisation juristische registriert.

## Entwicklungsstrategie
Die Hauptaufgabe von IVGPU ist die Generierung von neuem Wissen und zuvorkommende Bildung von Kompetenzen, Schaffung und Einführung von Innovationen, Ausbildung der Fachleute, die die fortschrittliche wissenschaftliche, technologische und sozioökonomische Entwicklung der Iwanower Region und Russlands als Ganzes gewährleisten.
Das strategische Ziel von IVGPU bis zum Jahr 2023 besteht darin, die Universität zu einer unternehmerischen Forschungsuniversität zu entwickeln, in dem die wichtigsten Seiten von Aktivitäten transformiert und neue wirtschaftliche und Managementlösungen als Instrumente zur Sicherung der eigenen Wettbewerbsfähigkeit eingeführt werden können.
Das Zielmodell für die Entwicklung der Universität ist der Übergang zu einem proaktiven Modell (Benchmark – University 3.0), basierend auf einer objektiven Bewertung der eigenen Effektivität und Ressourcenzuordnung für:
- Schaffung von Bedingungen für die Ausbildung von Absolventen, die in der Lage sind, innovative wissenschaftsintensive Produkte zu schaffen und in den Bedingungen der innovativen Wirtschaft erfordert zu sein;
- Schaffung von Wachstumspunkten, die die Bildung von Innovationen sicherstellen und Investitionen von ihrer Einführungen anziehen;
- Sicherstellung einer kontinuierlichen Koordination mit dem externen (Markt-)Umfeld in allen Tätigkeitsbereichen.

## Studenten und Lehrkräfte
Die Universität bildet mehr als 3.000 Studenten aus 21 Regionen der Russischen Föderation und 17 Ländern aus. Mehr als 250 wissenschaftliche und pädagogische Mitarbeiter, von denen über 85 % akademische Grade von Kandidaten und Doktoren der Wissenschaften haben, sind hier tätig.

## Ausbildungsgänge
Die Ausbildung von Studenten an der Universität wird nach Bildungsprogrammen in mehreren Ausbildungsgängen durchgeführt:
Ausbildung nach Bachelor- oder Späzialitätprogrammen:
| Bachelor (Direktstudium)                                        |                                                                                          |
| Code                                                            | Ausbildungsgänge                                                                         |
| 07.03.01                                                        | Architektur                                                                              |
| 08.03.01                                                        | Bauwesen                                                                                 |
| 09.03.02                                                        | Informationssysteme und Technologien                                                     |
| 11.03.01                                                        | Radiotechnik                                                                             |
| 15.03.02                                                        | Technologische Maschinen und Anlagen                                                     |
| 20.03.01                                                        | Technosphärische Sicherheit                                                              |
| 22.03.01                                                        | Werkstoffkunde und Werkstofftechnologie                                                  |
| 23.03.01                                                        | Technologie von Transportprozessen                                                       |
| 27.03.01                                                        | Qualitätsmanagement                                                                      |
| 28.03.02                                                        | Nanoengineering                                                                          |
| 29.03.02                                                        | Technologien und Design von Textilwaren                                                  |
| 38.03.01                                                        | Ökonomik                                                                                 |
| 38.03.02                                                        | Management                                                                               |
| 38.03.05                                                        | Wirtschaftsinformatik                                                                    |
| 38.03.07                                                        | Warenkunde                                                                               |
| 38.03.10                                                        | Wohnungswirtschaft und kommunale Infrastruktur                                           |
| 54.03.01                                                        | Design                                                                                   |
| 54.03.03                                                        | Die Kunst der Kleidung und der Textilien                                                 |
| Bachelor (kombinierte Bildungsform: Direkt- und Fernstudium)    |                                                                                          |
| 07.03.01                                                        | Architektur                                                                              |
| 08.03.01                                                        | Bauwesen                                                                                 |
| 09.03.02                                                        | Informationssysteme und Technologien                                                     |
| 29.03.05                                                        | Entwerfen von Leichtindustrieprodukten                                                   |
| 38.03.01                                                        | Ökonomik                                                                                 |
| 38.03.02                                                        | Management                                                                               |
| 38.03.05                                                        | Wirtschaftsinformatik                                                                    |
| 38.03.10                                                        | Wohnungswirtschaft und kommunale Infrastruktur                                           |
| Bachelor (Fernstudium)                                          |                                                                                          |
| 08.03.01                                                        | Bauwesen                                                                                 |
| 11.03.01                                                        | Radiotechnik                                                                             |
| 15.03.04                                                        | Automatisierung von technologischen Prozessen und Produktionen                           |
| 23.03.02                                                        | Landtransport und technologische Komplexe                                                |
| 23.03.03                                                        | Betrieb von transport-technischen Maschinen und Komplexen                                |
| 38.03.01                                                        | Ökonomik                                                                                 |
| 38.03.02                                                        | Management                                                                               |
| 38.03.07                                                        | Warenkunde                                                                               |
| 38.03.10                                                        | Wohnungswirtschaft und kommunale Infrastruktur                                           |
| Spezialität (Direktstudium)                                     |                                                                                          |
| 38.05.02                                                        | Zollwesen                                                                                |
| Spezialität (Fernstudium)                                       |                                                                                          |
| 08.05.02                                                        | Bau, Betrieb, Restaurierung und technische Abdeckung von Autobahnen, Brücken und Tunneln |
| 20.05.01                                                        | Brandschutz                                                                              |
| Magistratur (Direktstudium)                                     |                                                                                          |
| 07.04.01                                                        | Architektur                                                                              |
| 08.04.01                                                        | Bauwesen                                                                                 |
| 15.04.02                                                        | Technologische Maschinen und Anlagen                                                     |
| 15.04.04                                                        | Automatisierung von technologischen Prozessen und Produktionen                           |
| 23.04.03                                                        | Betrieb von transport-technologischen Maschinen und Anlagen                              |
| 27.04.01                                                        | Standardisierung und Metrologie                                                          |
| 27.04.02                                                        | Qualitätsmanagement                                                                      |
| 29.04.02                                                        | Technologien und Entwerfen von Textilwaren                                               |
| 29.04.05                                                        | Entwerfen der Leichtindustrieprodukten                                                   |
| 38.04.01                                                        | Ökonomik                                                                                 |
| 38.04.02                                                        | Management                                                                               |
| Magistratur (kombinierte Bildungsform: Direkt- und Fernstudium) |                                                                                          |
| 08.04.01                                                        | Bauwesen                                                                                 |
| 38.04.01                                                        | Ökonomik                                                                                 |
| 38.04.02                                                        | Management                                                                               |
| 38.04.06                                                        | Handelskunde                                                                             |
| 38.04.07                                                        | Warenkunde                                                                               |
| Magistratur (Fernstudium)                                       |                                                                                          |
| 08.04.01                                                        | Bauwesen                                                                                 |
| 38.04.01                                                        | Ökonomik                                                                                 |
| 38.04.02                                                        | Management                                                                               |

Ausbildung von Lehrkräften in der Aspirantur:
| Code     | Fachrichtung                          |
| 08.06.01 | Technik und Technologie des Bauwesens |
| 15.06.01 | Maschinenbau                          |
| 18.06.01 | Chemische Technologie                 |
| 29.06.01 | Technologien der Leichtindustrie      |

Berufsausbildung
| Ausbildung von qualifizierten Arbeitern und Fachleuten im Direktstudium (Institut für berufliche Weiterbildung bei IVGPU)            |                                                                                   |
| Code | Ausbildungsgang                                                                   |
| 08.01.08 | Meister der Ausbau- und Bauarbeiten                                               |
| 15.01.05 | Schweißer (Elektroschweißen und Gasschweißen)                                     |
| 23.01.17 | Autoreparatur- und Wartungsspezialist                                             |
| 29.01.08 | Betreiber von Nähausrüstung                                                       |
| Ausbildung von Spezialisten der mittleren Ebene im Direktstudium (Institut für berufliche Weiterbildung bei IVGPU)                   |                                                                                   |
| 08.02.01 | Bau und Betrieb von Gebäuden und Bauanlagen                                       |
| 15.02.01 | Installation und technische Wartung von Industrieanlagen                          |
| 23.02.03 | Wartung und Reparatur von Autos                                                   |
| Ausbildung von Spezialisten der mittleren Ebene (kombinierte Bildungsform: Direkt- und Fernstudium) (Filiale von IVGPU in Witschuga) |                                                                                   |
| 15.02.01 | Installation und technischer Betrieb von Industrieanlagen (nach Industriezweigen) |
| 15.02.07 | Automatisierung von technologischen Prozessen und Produktionen                    |
| 29.02.04 | Entwerfen, Modellierung und Technologie von Kleidungsstücken                      |
| 29.02.05 | Technologie der Textilerzeugnissen (nach Typen)                                   |
| 38.02.01 | Wirtschaft und Buchhaltung (nach Branchen)                                        |
| 38.02.04 | Kommerz (nach Branchen)                                                           |

Promotionsrecht
Die Verteidigung von Kandidaten- und Doktorarbeiten erfolgt in zwei spezialisierten Dissertationsräten (in der Bewertung der Dissertationsräte in der Russischen Föderation in 2016 belegt der IVGPU-Dissertationsrat für Bauwissenschaften den sechsten Platz von 46).

## Forschungsaktivitäten
Die Forschungstätigkeit der Universität wird im Rahmen von 19 Hauptforschungsrichtungen durchgeführt, die den vorrangigen Bereichen der Entwicklung von Wissenschaft, Technologien und Technik in der Russischen Föderation entsprechen.
Die Grundlage der wissenschaftlichen und innovationsindustriellen Infrastruktur des IVGPU ist:
- 5 Wissenschafts- und Bildungszentren, die in Zusammenarbeit mit Produktionsunternehmen und dem Institut für Solution Chemistry der Russischen Akademie der Wissenschaften geschaffen wurden;
- drei kleine innovative Unternehmen;
- dutzende wissenschaftliche Laboratorien;
- der eigene Verlag und die Abteilung des operativen Druckens;
- Komplexe von Ausstellungs- und Ressourcezentren.

## Engineeringzentrum der Textil- und Leichtindustrie (IC TLP)
IC TLP wurde im Jahr 2014 als Folge der Reorganisation des Amtes für Innovation IVGPU gegründet. Im selben Jahr gewann das Zentrum den öffentlichen Wettbewerb des Ministeriums für Bildung und Wissenschaft Russlands und des Ministeriums für Industrie und Handel der Russischen Föderation für die Gewährung der staatlichen Unterstützung für Pilotprojekte zur Schaffung und Entwicklung von Engineeringzentren auf der Grundlage von Bildungseinrichtungen der Hochbildung.

## Infrastruktur der Universität
Struktur von IVGPU umfasst:
fünf Lehrgebäude;
zwei Hostels im Campus;
eine umfangreiche grundlegende Bibliothek mit dem Bücherbestand von mehr als einer Million Büchern;
Sportanlagenkomplex;
Ferienheim in der Stadt Plyos.
Campus
Plätze in den Wohnheimen werden von den Instituten von IVGPU verteilt. Die Anordnung des Rektors der Universität genehmigt jährlich das Startdatum der Siedlung.
Die Studenten, die nicht in Iwanowo wohnen, bekommen Plätze als erste.
Bewerber und Begleitpersonen während des Aufnahmeverfahrens erhalten Plätze für einen vorübergehenden Aufenthalt. Nahe Verwandte mit der Erlaubnis, die sie während des Gastbesuchs in den Herbergen des Campus erhalten, bekommen Plätze für vorübergehende Unterkunft mit Bezahlung, die von den örtlichen Behörden bestimmt werden.

## Ferienheim
Das Ferienheim befindet sich außerhalb der Stadt Iwanowo, arbeitet das ganze Jahr. Hier können sich Studenten, Universitätslehrer und andere erholen. Das Gasthaus bietet Plätze für 40 Personen.
Das Erholungszentrum befindet sich in Ivanover Region (die Stadt Plyos, Kalinina Str. 2).
Service und Ausstattung: ein zweistöckiges Wohnhaus, Küche, Sanitäranlage, gepflegte Grünfläche. Es gibt Tischtennis, Billard, Sportgeräteverleih, Bibliothek.

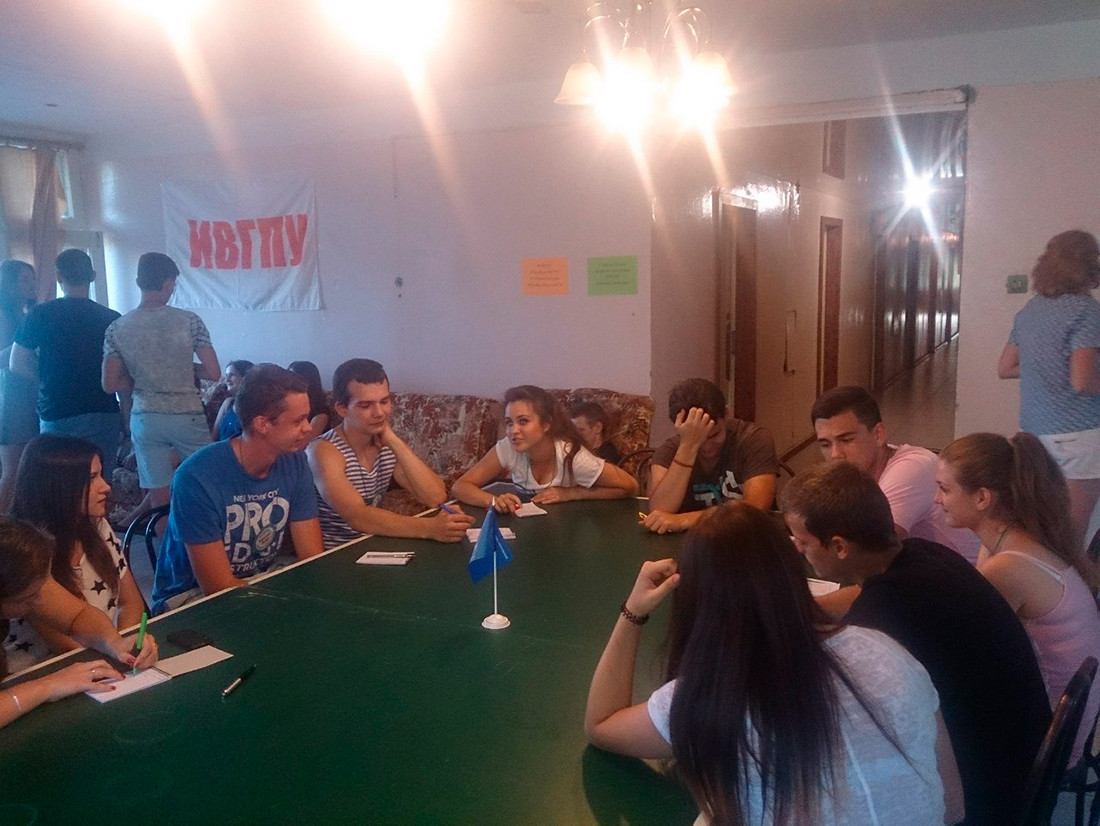
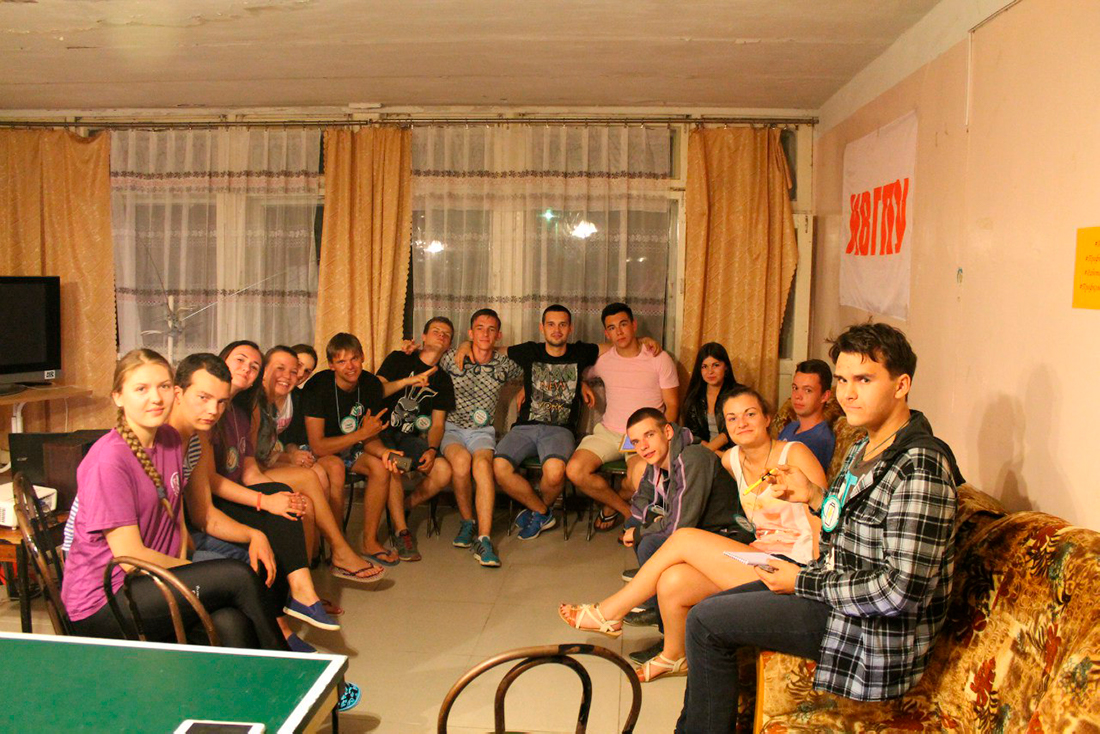

## Wissenschaftliche Konferenzen
Das internationale Wissenschafts- und Praxisforum SMARTEX, das seit 1998 gemeinsam mit dem Institut für Solution Chemistry der Russischen Akademie der Wissenschaften veranstaltet wird, ist weit über die Landesgrenzen hinaus bekannt und trat 2017 ins Programm der einheitlichen Kongress- und Ausstellungsveranstaltungen der Russischen Union der Textil- und Leichtindustrieunternehmer (SOYUZLEGPROM) ein.
Die interregionale (mit internationaler Beteiligung) wissenschaftlich-technische Jugendkonferenz "Junge Wissenschaftler für Entwicklung der Nationalen Technologischen Initiative" ("SUCHE") und das interregionale wissenschaftlich-praktische Seminar "Genese der wirtschaftlichen und sozialen Probleme der Marktwirtschaft in Russland" finden in der IVGPU im Rahmen des regionalen Festivals "Junge Wissenschaft für die Entwicklung der Region Iwanowo" statt. Die jährliche internationale wissenschaftlich-technische Konferenz "Informationsumgebung der Universität" widmet sich der Einführung von Informationstechnologien in Bildung und Industrie.

## Internationale Aktivitäten
Die internationale Zusammenarbeit ist ein wesentlicher Bestandteil der Tätigkeit der Universität, ein wichtiger Faktor für die Anerkennung der Autorität und die Festigung der Führungspositionen von IVGPU im globalen Wissenschafts- und Bildungsraum. Die Hauptrichtungen im Bereich der internationalen Beziehungen sind:
- Ausbildung von Spezialisten für das Ausland;
- Verbreitung der vorteilhaften bi- und multilateralen Beziehungen mit ausländischen Universitäten, Forschungszentren, Unternehmen durch Entwicklung des akademischen Austausches und der gemeinsamen Forschung; durch wissenschaftliche Konferenzen, Foren und Seminaren sowie durch Verstärkung der kulturellen Beziehungen.

Vertreter bekannter Wissenschaftsschulen für Textil- und Bekleidungsdesign wurden in den Jahren 2010 bis 2018 wiederholt Preisträger verschiedener internationaler und allrussischer Modefeste.
Im internationalen Bereich überwiegen die Aktivitäten, die mit der Ausbildung von Fachkräften für Ausland verbunden sind. Heute gibt es Vereinbarungen über die Zusammenarbeit mit mehr als 50 ausländischen Universitäten, Verbänden und Unternehmen aus der Europa, Amerika, Asien, Afrika, Australien.
Wichtigste Teile der internationalen Aktivitäten
- Teilnahme am TEMPUS-Programm von Kommission der Europäischen Gemeinschaften (der Lehrstuhl für soziale und kulturelle Dienstleistungen und Tourismus des Textilinstituts hat ein interregionales Ressourcenzentrum für die Ausbildung und Umschulung von Personal für Tourismus und Gastfreundschaft im Rahmen des Projekts "Schaffung eines Netzes von Tourismuszentren" geschaffen);

- Teilnahme des Instituts für Management und Produktionsorganisation am Projekt "Lebenslanges Lernen und Entwicklung von Innovativtechnologien auf dem Gebiet der Energieeinsparung und Umweltkontrolle";

- Teilnahme am Programm "Immanuel Kant" des Deutschen Akademischen Austauschdienstes und des russischen Ministeriums für Bildung und Wissenschaft (drei Stipendien);
- Teilnahme am Programm des British Council "Internationalisation of Higher Education" (ein Stipendium);
- Teilnahme am 2. Russisch-Chinesischen Forum der Hochtechnologien (November 2017, Moskau);
- Partnerschaft des Engineeringzentrums für Textil- und Leichtindustrie der IVGPU mit ausländischen Firmen LAROCHE SA France und "Akroma Consulting Switzerland GmbH";
- Eröffnung des Zentrums für Internationale Sprachbildung.

Vertreter der Universität nahmen 2014–2017 an internationalen Konferenzen, Seminaren, Ausstellungen in ausländischen Bildungs- und Wissenschaftszentren (Ungarn, Deutschland, Dänemark, Ägypten, Kasachstan, Vereinigte Arabische Emirate, Türkei, Frankreich, Schweiz, Schweden) und internationalen Wettbewerben von Bekleidungsdesignern in China teil. Sie hatten Praktika in Deutschland und Frankreich, leiteten Seminare und konsultierten Studenten in China, Kasachstan und Frankreich.
Die Zusammenarbeit mit China nimmt einen besonderen Platz im internationalen Leben der Universität ein. In IVSPU wird die Ausbildung von Kader aus China, einschließlich der höchsten Qualifikationen, für Textil- und Modeindustrie durchgeführt. Chinesische Designer nehmen an russischen Wettbewerben teil ("Russische Silhouette", "Gubernsky Stil", "Textilsalon"). Ausstellungen der chinesischen Designer finden regelmäß in den Abteilungen der Universität statt. Unsere Studenten verwenden Elemente der chinesischen Volkstrachtes bei der Entwicklung von Modesammlungen.
Zentrum für internationale Sprachbildung
Das Zentrum für internationale Sprachbildung von INGPU ist auf der Grundlage des Lehrstuhls für Fremdsprachen gegründet und beschäftigt sich mit der Ausbildung der ausländischen Studenten sowie bietet eine sprachliche Unterstützung für den Unterricht von Russisch als Fremdsprache an.
IVGPU als eine staatlichen Bildungseinrichtungen der Hochbildung hat das Recht durchzuführen:
- Staatliche Prüfung der russischen Sprache für die Staatsbürgerschaft in der Russischen Föderation;
- Staatliche Prüfung der russischen Sprache für Bürger, die eine Arbeitserlaubnis oder ein Patent, eine befristete Aufenthaltserlaubnis oder eine Aufenthaltserlaubnis in Russland erhalten möchten.

## Bibliothek
Die Bibliothek ist eine der führenden Struktureinheiten der Universität, deren Hauptaufgaben wissenschaftliche und bildende Informationsförderung als auch Hilfe bei geistiger und kultureller Entwicklung des Individuums sind.
Die Bibliothek bedient mehr als 12.000 Benutzer; jedes Jahr werden mehr als 70.000 Bestellungen registriert.
Der Bücherbestand zählt mehr als eine Million Einheiten.

## Informatisierung von Universitätsaktivitäten
Für Informatisierung stehen mehr als 1000 PCs, die in einem Netzwerk vereint sind. Zur Verfügung der Studierenden, Mitarbeiter und Lehrkräfte stehen ein Computerklassenkomplex und eine Workstation.

## Kunst
Theaterstudio der Modellkunst
Theaterstudio der Modellkunst von IVGPU führt Schulungen für Jungen und Mädchen im Alter von 15 bis 25 Jahren durch.
Es werden Ausbildungsgänge Defilierkunst, Bewegungensplastik, Schauspielkünste, Modellstehen, Make-up-Technik u. a. angeboten
Die Studierenden bekommen ein Zertifikat für zusätzliche Ausbildung.
Tanzteam "Universe City"
Das Tanzteam "Universe City" wurde 2015 mit Unterstützung der Gewerkschaft der Studenten gegründet.
Ziel des Teams ist, talentierte Studenten zu unterstützen und sie in kreative Aktivitäten heranzuziehen.